# François Heywaert
François Jules Heywaert (Ixelles, 26 marzo 1925 – ...) è stato uno schermidore belga, vincitore di una medaglia di bronzo ai campionati mondiali di scherma.